# بحران جانشینی تیمور
جانشینی تیمور پس از مرگ او در سال ۱۴۰۵ میلادی، بدان شکل که وصیت کرده‌بود، انجام نشد. زمانی که هیچکش از ولیعهد منتخب تیمور و وصیت او برای به قدرت رسیدن حمایت نکرد، برخی از شاهزادگان یا برای حکومت بر ماوراءالنهر یا برای تحکیم قدرت خود در استان‌هایی که به آن‌ها اختصاص داده بود، با هم رقابت کردند.

## ابتکار سلطان حسین
پس از مرگ تیمور، زمانی که تابوت او به سمت سمرقند تشییع می‌شد، تصمیم گرفته شد که تشییع جنازه به سمت چین ادامه یابد و پیام‌آورانی به جناح راست (به فرماندهی خلیل سلطان که در تاشکند بود) و جناح چپ ارتش (به فرماندهی سلطان حسین که در صبران بود) فرستاده شدند تا خبر تغییر مقصد را برسانند. کل ارتش طبق این مسیر می‌بایست در جوکلک، در چند مایلی شرق اوترار، به هم می‌رسید. سلطان حسین میرزا، رئیس جناح چپ، درخواست امیران و شاهزادگان را نادیده گرفت و از مسیر تعیین‌شدهٔ لشکر جدا شد و در خجند با هزار نفر از سیحون گذشت و عازم سمرقند شد. قاصدانی که نزد او رفته بودند، خبر اعمالش را آوردند و امیران، به ویژه شیخ نورالدین و شاه مالک بسیار شگفت زده شدند.
امیران از ارغون شاه، والی سمرقند، خواستند که او را به شهر راه ندهد. به خلیل سلطان در تاشکند نیز هشدار داده شد و از آن‌ها خواسته شد تا با سربازان جناح دوم به آکار بروند، جایی که برای اردو زدن ایده‌آل بود. ابراهیم سلطان به همراه امیران نورالدین و شاه مالک منطقه اوترار را که در آنجا بودند به سمت سمرقند ترک کردند (دریادار بردی بیگ در اوترار فرماندهی می‌کرد).
اما در تاشکند اقدام سلطان حسین باعث وحشت شد و شاهزاده محمد عمر و امیران کوداد حسینی، یدغار (یادغیار یا یادگار) شاه آرلات، شمس الدین عباس و علی بوروندوک (از جمله دیگران) تصمیم گرفتند به سمت سلطان حسین حرکت کنند. خلیل سلطان هم در تاشکند، بدون مشورت با دیگر امیران و شاهزادگان یا امپراتوران، خود را امپراتور اعلام کرد.
سلطان حسین پس از ازدواج با فرزند دختر تیمور (به نام آغا بیگی) قبل از آمدن خلیل سعی در به دست گرفتن قدرت در سمرقند کرد و ارتش را به خود جلب کرد. البته نتوانست وارد سمرقند شود و تلاشش ناکام ماند. او به همراه عمویش شاهرخ (که بعداً او را اعدام کردند) به خراسانِ مغولستان گریختند.

## اعلام خلیل سلطان
دریاسالار برندک (پسر جهانشاه) به دیدن شاهزادگان و امیرانی که در آکسولات اردو زده بودند رفت و دریاسالار نورالدین و شاه مالک نیز در آنجا حضور داشتند. این دو امیر ادعای امپراتوری خلیل سلطان را بر خلاف آنچه تیمور در آخرین وصیت‌نامه خود دستور داده بود دانسته و رد کردند. برندک ابتدا نظر دو امیر را پذیرفت و برای قانع کردن بقیه به تاشکند فرستاده شد. صبح روز بعد، ارتش با امپراتورهای وفادار، مرها و امیران در آکسولات اردو زد و به سمت سمرقند ادامه داد و شاهزاده الغ بیگ و دریاسالار شاه مالک فرماندهی جناح راست را بر عهده گرفتند و شاهزاده ابراهیم سلطان و امیر نورالدین به جناح چپ رفتند؛ دو شاهزاده فقط ۱۱ سال سن داشتند و الغ بیگ ۴ ماه و ۲۰ روز بزرگتر بود. سپاه به کرجک رسید و از آنجا به سمرقند رسید و ارغون شاه که طرفدار خلیل سلطان شده بود دروازه‌ها را به روی آن‌ها بست. ارتش مجبور شد به کوهک و از آنجا به علی‌آباد در سغد عقب‌نشینی کند که در آنجا مجلسی از شاهزادگان و امیران و امپراتوران تشکیل شد. تصمیم گرفته شد که به بخارا بروند، اما قبل از آن توافق شد که دریاسالار نورالدین به سمرقند بازگردد تا شورشیان را متقاعد کند. در ۱۲ مارس ۱۴۰۵ نورالدین به سمرقند لشکر کشید اما موفق نشد و به اردوگاه علی‌آباد بازگشت.

## امیران کنترل را به دست می‌گیرند
با بازگشت برندک به تاشکند، او امیران را متقاعد کرد که وصیت تیمور مبنی بر انتصاب پیرمحمد را به عنوان وارث به رسمیت بشناسند و حتی خلیل سلطان نیز سند رسمی را امضا کرد. این سند برای پیر محمد فرستاده شد. اما خلیل (پسر میران شاه) از حمایت عده ای از امیران برخوردار شد و آنها به او توصیه کردند که به سمرقند برود، شهر را تحت کنترل خود درآورد و خود را امیر اعظم معرفی کند؛ آن هم درست زمانی که پیام شناخت پیر محمد ارسال می‌شد. پیرمحمد که مورد تأیید اکثریت بود، در این زمان غایب بود و نظرها از او برمی‌گشت.
برندک، رستم تاجی بوغا و دیگر امیران با اندک سربازانشان، به فکر عمل کردن به وصیت تیمور به سمرقند رفتند. آنها با پلی از رودخانه سیحون گذشتند که بعداً آن را تخریب کردند و اردو زدند. اما خلیل سلطان و افرادش پل را بازسازی کردند و با سپاه از آن گذشتند. برندک و افرادش به دوابه رسیدند. در آنجا دریاسالار جلال باورجی را دیدند که قصد پیوستن به لشکر خلیل را دارد و به آنها اطلاع دادند که ارغون شاه دروازه‌های سمرقند را بسته‌است.
برندک و امیران بر خلاف سوگند خود به سوی خلیل بازگشتند. قراردادی که به سود پیر محمد امضا کرده بودند، باطل اعلام شد و خلیل بار دیگر بیعت کرد. دریاسالار رستم تقی بوغا اما همین مسیر را طی نکرد و به دیدار شاهزادگان و امیرانی که در علی‌آباد بودند رفت. قرار شد امیران به سمرقند بروند و از بخارا نسخه ای از وصیت‌نامه را برای پیر محمد بفرستند. امیرانی که در اردوگاه وفاداران ماندند عبارتند از: آتیلمیش، توکول کرکارا، حسن جگادول، افلان خواجه ترکان، شمس الدین المالقی، اوستوی، موسی رکمال، برتری و وفادار و…

## اختلاف بین طرفداران خلیل سلطان و پیرمحمد
در ۱۴ مارس ۱۴۰۵ شاهزاده الغ بیگ و ابراهیم سلطان به همراه امیران نورالدین و شاه مالک به بخارا (محل حکومت حمزه بارلس) رفتند. شهبانوها فعلاً در علی‌آباد ماندند. شهبانوها با شاهزادگان کوچکی مانند بایکرا، آدیگل، ساد واکاس، سویورگاتمیکس و دیگران به سمرقند رفتند، جایی که در شهر به روی آنها باز نشد و مجبور شدند شب را در باغ‌های شاهرخ، خارج از شهر، بگذرانند. روز بعد توانستند وارد شوند و در کنیخای محمد سلطان، جایی که تابوت تیمور بود، اقامت کنند. همچنین شاهزاده محمد جهانگیر (پسر بزرگ محمد سلطان)، شاهزاده خانم خان زاده و روکیا یا رکیا خانیکا و چند تن از بزرگان پادشاهی حضور داشتند.
شاهزادگان و امیرانی که به بخارا رفته بودند در ۱۵ مارس ۱۴۰۵ به قلعه دبوس رسیدند. چند روز بعد خلیل سلطان با امیرانی که از او حمایت کردند و لشکریانش به سمرقند رسیدند و از او به عنوان امپراتور پذیرایی کردند. ارغون شاه برای پذیرایی از او بیرون آمد و کلید شهر و قلعه و زنجیر گنج را به او داد. شاهزادگان و امیرانی که به بخارا می‌رفتند به این شهر آمدند و از طریق رستم بارلس (برادر والی بخارا) که با خبر از سمرقند به بخارا رفت، از آنچه در سمرقند می‌گذشت مطلع شدند. در آنجا شاهزادگان و امیران قبر ایوب نبی را زیارت کردند و در قلعه اقامت گزیدند.

## تاج گذاری خلیل سلطان
در ۱۷ مارس ۱۴۰۵ خلیل سلطان در سمرقند تاجگذاری کرد. اولین تصمیم او این بود که نام خان را به وارثان محمد بسپارد. در ۱۹ مارس برای تجلیل بر مزار تیمور رفت. از همان لحظه اول اسراف مفرط نشان داد و ثروت اندوخته را بین امیران و بزرگان تقسیم کرد.
شادی ملک، ملکه جدید، وفاداری ارتش را با بخشش گنجینه غنائم زمان تیمور به دست آورد. امیران تحت تأثیر شادی ملک یکی یکی از حمایت سلطنت به حق دست کشیدند تا اینکه خلیل سلطان برای مشاوره در امور ایالتی منحصراً به همسر زیبای خود اتکا کرد. شاهرخ در این حین خلیل سلطان را به عنوان فرمانروای تیموریان شناخت ولی بعدها از پیر محمد بن جهانگیر حمایت کرد. از اقدامات مهم خلیل سلطان، این بود که سفیران بازداشت شده چینی را آزاد کرد.

## پیر محمد مدعی حقوق خود شد
پیر محمد در اواخر ۱۴۰۵ میلادی، با لشکری از کابل به بلخ رفت. در زمستان پیر محمد که در بلخ بود، از شاهرخ که تازه خلیل را به رسمیت شناخته بود، کمک خواست. پسرش اولوغ بیگ و امیرشاه مالک را با لشکری به شابورگان و انخود فرستاد، اما گرهی گشوده نشد.

## اردوی پیر محمد
پیر محمد سرانجام توانست شاه مالک را متقاعد کند که اردوی مشترکی را در ماوراءالنهر آغاز کنند. نبردی در نزدیکی قارشی درگرفت و پیر محمد شکست خورد و مجبور به عقب‌نشینی شد. پیر محمد و امیرش پیرعلی تاز سولدوز (پسر دریاسالار منگلی بوغا سولدوس، وارث اولجی بوغا سولدوز که رئیس سلدوز بلخ در اوایل تیمور بود) قلعه شادمان را در چاغانیان محاصره و تصرف کردند.

## مرگ پیر محمد
یک سال بعد، پیر محمد در توطئه ای توسط امیر ارشدش پیرعلی تاز سولدوز، که از حمایت سایر امیران برخوردار شده بود، ترور شد. سولدوز سعی کرد قدرت را به دست گیرد اما شکست خورد و در سال ۱۴۰۸ توسط پیروان خود به قتل رسید.